# دائرة بروكار

دائرة بروكار.

في الهندسة الرياضية، دائرة بروكار (بالإنجليزية: Brocard circle) (أو دائرة النقاط السبعة) في مثلث، هي دائرة لها قطر يقع بين مركز الدائرة المحيطة بالمثلث ونقطة تقاطع نظراء منصافات المثلث الثلاثة. تقع نقاط بروكار على هذه الدائرة، وقد سميت على اسم هنري بروكار.